# Clermont-de-Beauregard
Clermont-de-Beauregard är en kommun i departementet Dordogne i regionen Nouvelle-Aquitaine i sydvästra Frankrike. Kommunen ligger i kantonen Villamblard som tillhör arrondissementet Bergerac. År 2022 hade Clermont-de-Beauregard 123 invånare.

## Befolkningsutveckling
Antalet invånare i kommunen Clermont-de-Beauregard
Referens:INSEE